# حیدر حاتمی
حیدر حاتمی (زادهٔ ۱۲ اسفند ۱۳۲۳) هنرمند، بازیگر و نقاش ایرانی است.

## زندگی‌نامه
حیدر حاتمی در شهر علمدار (هادیشهر) کنونی آذربایجان شرقی به دنیا آمد. در سال ۱۳۶۱ برای ادامه فعالیت هنری خود به ترکیه سفر کرد و پس از سال‌ها فعالیت در این کشور به آمریکا رفت.

## آثار
بازیگر فیلم ساوالان (فیلم) در سال ۱۳۶۸ به کارگردانی یدالله صمدی می‌باشد.